# Stanford Graduate School of Business
Pour les articles homonymes, voir GSB.
Stanford Graduate School of Business est classée 3e aux États-Unis.
C'est l'école de commerce la plus sélective du pays, particulièrement reconnue pour son excellence et sa capacité d'innovation. Elle est aussi connue sous le nom de Stanford Business School ou Stanford GSB, et c'est l'une des écoles professionnelles de l'université Stanford, située à Palo Alto en Californie.
Elle propose trois types de cursus : un master en business administration (MBA), un diplôme de master pour cadres à mi-carrière (MSx) et un programme de doctorat (PhD). 

## Classements académiques
Le MBA de la Stanford Graduate School of Business fait partie des plus réputés du monde :
| Palmarès MBA           | Palmarès MBA | Palmarès MBA |
| Nom                    | Monde        | National     |
| ---------------------- | ------------ | ------------ |
| QS (2020)              | 1            | 1            |
| The Economist (2019)   | 8            | 7            |
| Financial Times (2020) | 3            | 3            |
| DAUR rankings (2020)   | 2            | 2            |

## Anciens étudiants
- Philippe de Belgique
- Stéphanie Fontugne, dirigeante d'entreprise franco-suisse
- Theresia Gouw, entrepreneuse
- Javier Pérez-Tenessa, homme d'affaires mexicain